# Wittstock III
Wittstock III ist ein Dokumentarfilm des DEFA-Studios für Dokumentarfilme von Volker Koepp aus dem Jahr 1978.

## Handlung
Edith wohnt bei ihrer Mutter in Pritzwalk und fährt jeden Tag mit dem Bus zur Arbeit und zurück. Zu Hause erzählt sie vor der Kamera, wie anstrengend die Nachtschicht ist und wie sie die Zeit zwischen den Schichten verbringt. Da sie das nun aber bereits schon sieben Jahre macht, hat sie sich daran gewöhnt. Ihre Mutter erinnert sich, dass sie nie für Edith sogenanntes Mädchenspielzeug kaufen brauchte. Damit hat sie nicht gespielt, ihr war etwas mechanisches, was sie von ihren beiden Brüdern kannte, viel lieber. Nur manchmal bedauert die Mutter, dass sie Edith in den VEB Obertrikotagenbetrieb „Ernst Lück“ Wittstock/Dosse in die Lehre gegeben hat, vor allem dann, wenn diese voller Verärgerung von der Schicht kommt. Nun blickt der Film zurück und erzählt, mit Ausschnitten aus den Filmen Mädchen in Wittstock und Wieder in Wittstock, noch einmal was seit dem Januar 1974, Edith war damals 19 Jahre alt, geschah.
Wir haben jetzt Dezember 1977, der Betrieb ist noch größer geworden, Edith ist wieder Bandleiterin, was sie einst strikt abgelehnte und hat ein Meisterstudium begonnen. Bei ihr hat sich viel geändert, die Zeit, als sie den Betrieb verlassen wollte ist vorbei, jetzt arbeitet sie wieder gern hier. Sie hat erkannt, dass es in jedem Betrieb Probleme gibt, sagt immer noch ihre Meinung, wenn sie gesagt werden muss und hat dadurch sicherlich schon einiges bewirkt. Aber große Veränderungen sind, auch nach Meinung ihrer Kolleginnen, nicht eingetreten. Doch hat sie Hoffnungen für die Zukunft, denn seit einigen Monaten ist die neue Werkbereichsleiterin Waltraud im Betrieb. Auch Stupsi ist der Meinung, dass es seither schon etwas anders geworden ist, auch wenn diese allein nicht alles Eingelaufene in der Leitungsebene ändern kann, was Waltraut in einem Gespräch auch bestätigt.
Edith erfährt, dass sie von heute auf morgen ein anderes Band übernehmen soll und schon ist der Ärger wieder da. Edith will nicht dahin, weil sie gerade das Jugendband einigermaßen in den Griff bekommen hat und jetzt soll sie an eines mit vielen älteren Kolleginnen. Sie hat Angst, dass sie als junge Frau nicht akzeptiert wird. Jetzt kommt zur Genossin Edith, die zuständige Parteisekretärin der SED zum Gespräch, die ihr klarmachen will, dass nur sie in der Lage ist, das andere Band auf Vordermann zu bringen. Auch Waltraud hatte bereits mit ihr gesprochen, dass sie sich gut entwickelt hat und ihr zuzutrauen ist, diese Aufgabe zu erfüllen. Obwohl sie noch wütend ist, sieht es Edith jedoch ein, das andere Band als Leiterin zu übernehmen, wenn sie sich auch nicht sicher ist, hier ebenso viel Freude zu haben, wie an dem jetzigen.
Januar 1978, Edith hat das neue Band übernommen. Das größte Problem ist, die Kolleginnen unter einen Hut zu bringen, jetzt ist es noch so, dass jeder für sich ist, da gibt es noch viel zu tun. Ediths größter Wunsch für die Zukunft ist, falls das Filmteam noch einmal wiederkommt, sollten die jetzigen Probleme des Betriebes überwunden sein. Irgendwann muss sich das ja verändern, meint sie. Ob sie dableiben wird, ist ihr noch nicht klar, ihre Meisterausbildung wird sie jedoch erst einmal beenden.

## Produktion und Veröffentlichung
Wittstock III wurde unter dem Arbeitstitel Junge Arbeiterinnen III von der Künstlerischen Arbeitsgruppe „document“ als Schwarzweißfilm gedreht. Er hatte am 1. September 1978 seine Premiere.
Die Dramaturgie lag in den Händen von Wolfgang Geier.
Dieser Film ist der dritte Teil einer, ursprünglich nicht als solchen geplanten, siebenteiligen Langzeitdokumentation.

## Kritik
Peter Berger schrieb in dem Bericht über seine Eindrücke vom 1. Nationalen Dokumentarfilmfestival in Neubrandenburg im Neuen Deutschland

„In Volker Koepps ‚Wittstock III‘ offenbarte sich in ganz persönlichen Äußerungen die Psyche einer jungen Arbeiterin, die sich vornimmt, die Arbeit zu wechseln, weil sie manche Schwierigkeiten im Betrieb nicht kalt lassen, und die aus eben dem gleichen Grunde schließlich doch an ihrem Platz bleibt.“